# Selaincourt
Selaincourt ist eine französische Gemeinde mit 187 Einwohnern (Stand 1. Januar 2022) im Département Meurthe-et-Moselle in der Region Grand Est (bis 2015 Lothringen). Sie gehört zum Arrondissement Toul und zum Kanton Meine au Saintois.

## Geografie
Selaincourt liegt etwa 21 Kilometer südöstlich von Toul östlich der Autoroute A31 an der Grenze zum Département Vosges. Die Nachbargemeinden von Selaincourt sind Crépey im Nordwesten und Norden, Goviller im Nordosten, Dolcourt im Südosten und Süden, Favières und Saulxerotte im Süden, Harmonville (im Département Vosges) im Südwesten sowie Autreville (im Département Vosges) im Westen. Die gesamte westliche Hälfte der Gemeinde ist vom Waldgebiet Bois de Selaincourt bedeckt. Der östlich des Dorfs vorbeiführende Fluss Uvry bildet streckenweise die östliche Gemeindegrenze.

## Geschichte
Funde aus gallo-römischer Zeit belegen eine frühe Besiedlung. Der Name der heutigen Gemeinde wurde 836 erstmals in der Form Siglini curtis in einem Dokument erwähnt. Im Mittelalter gehörte die Gemeinde zum Gebiet des Herzogtums Lothringen. Genauer zum Amt (Bailliage) Vézelise. Mit dieser Herrschaft fiel Selaincourt 1766 an Frankreich. Bis zur Französischen Revolution lag die Gemeinde dann im Grand-gouvernement de Lorraine-et-Barrois. Von 1793 bis 1801 war die Gemeinde dem Distrikt Vézelise zugeteilt und von 1793 bis 2015 Teil des Kantons Colombey-les-Belles. Mit Ausnahme der Jahre 1926 bis 1943, als sie zum Arrondissement Nancy gehörte, ist Selaincourt seit 1801 dem Arrondissement Toul zugeordnet. Die Gemeinde lag bis 1871 im alten Département Meurthe.

## Bevölkerungsentwicklung
| Jahr                       | 1962 | 1968 | 1975 | 1982 | 1990 | 1999 | 2006 | 2019 |
| Einwohner                  | 150  | 132  | 111  | 123  | 143  | 182  | 187  | 183  |
| Quellen: Cassini und INSEE |      |      |      |      |      |      |      |      |

## Sehenswürdigkeiten
- Kirche Saint-Epvre aus dem 18. Jahrhundert
- Denkmal für die Gefallenen[1]
- Gedenkkapelle für die Befreiung im Zweiten Weltkrieg
- vier Wegkreuze; zwei im Dorf, das Croix du Capitaine im Bois de Selaincourt und ein Wegkreuz an der D904
- ehemaliges Lavoir (Waschhaus)

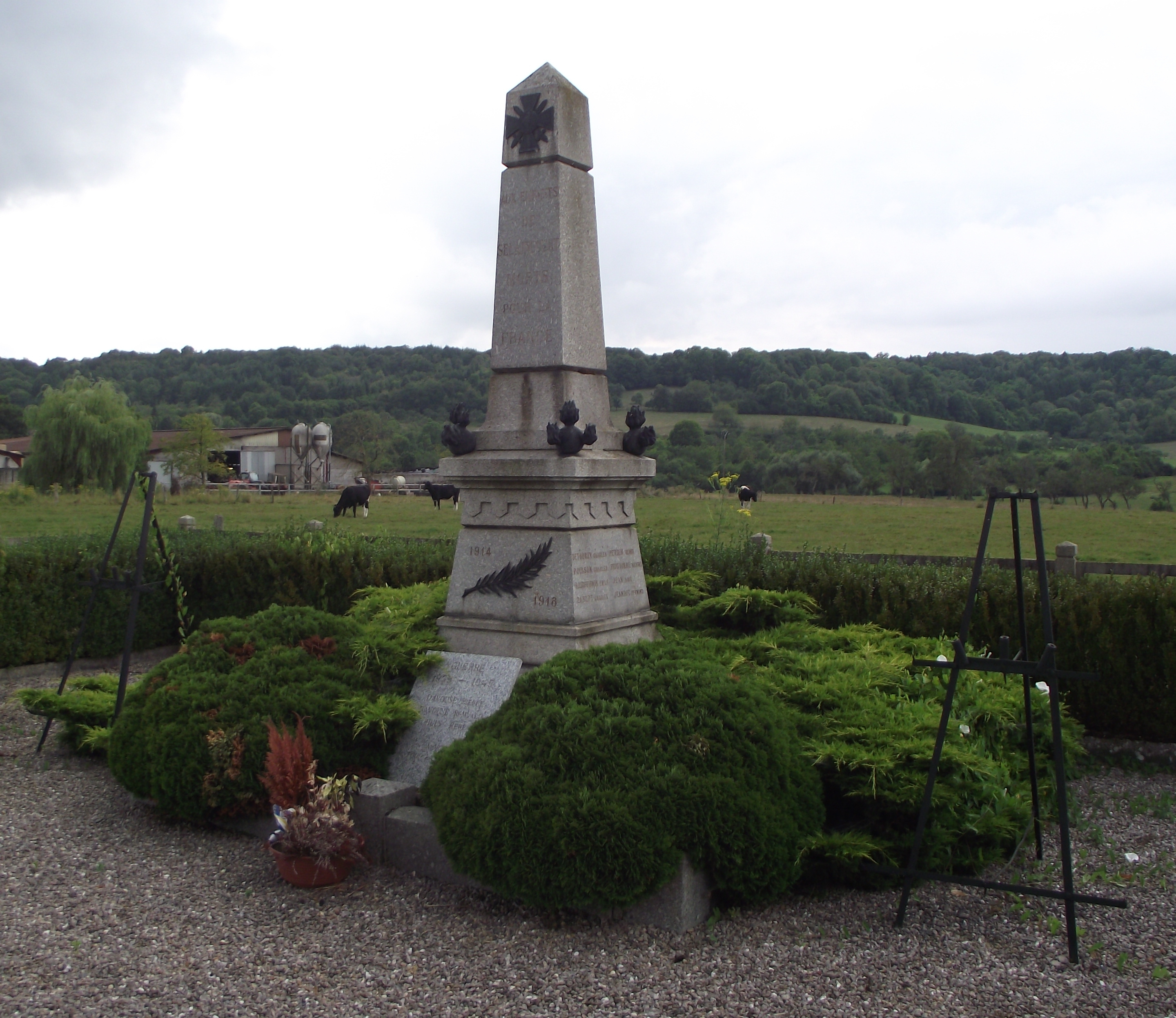
Denkmal für die Gefallenen
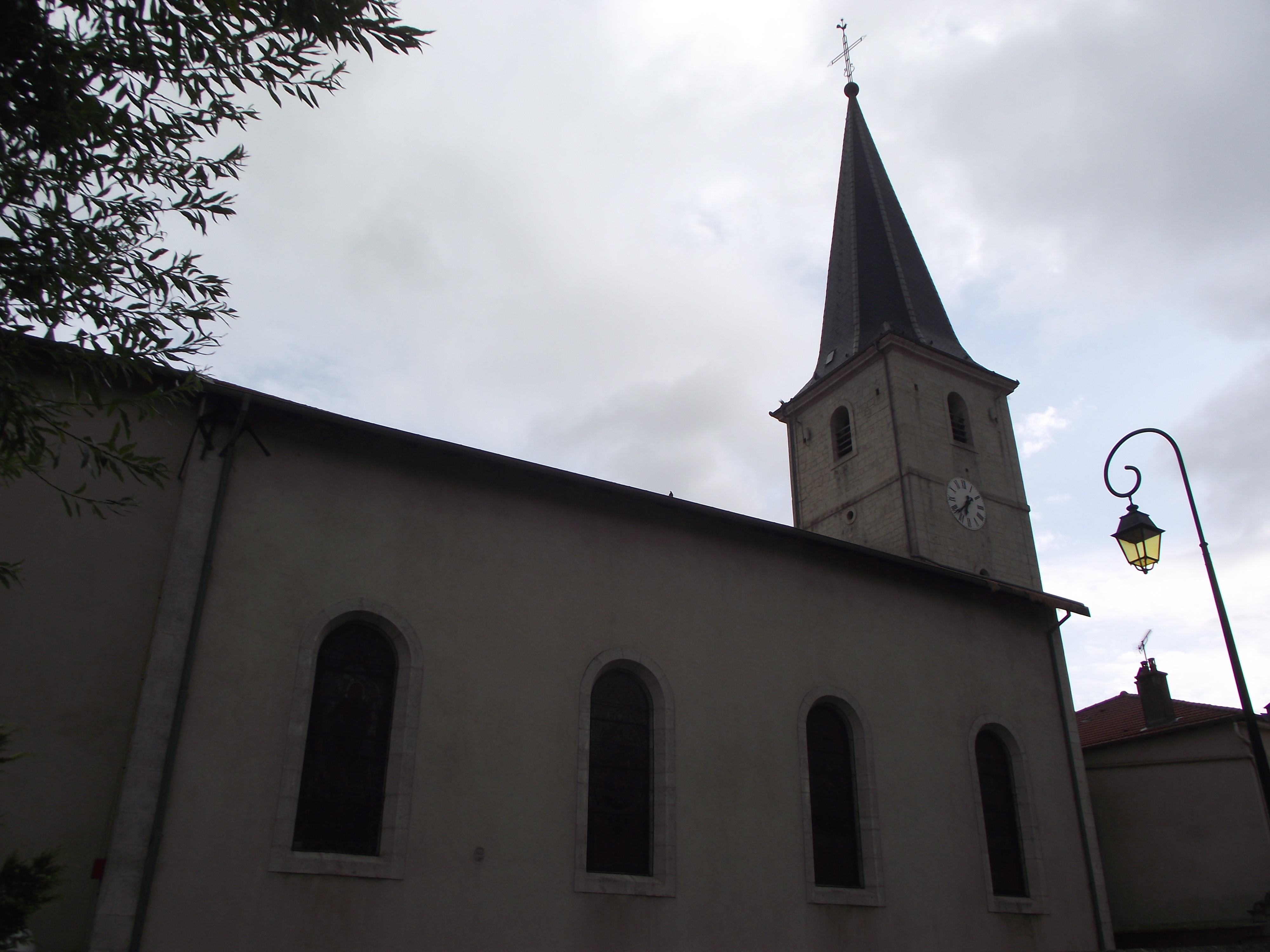
Seitenansicht der Dorfkirche Saint-Epvre